# Integriertes Rheinprogramm

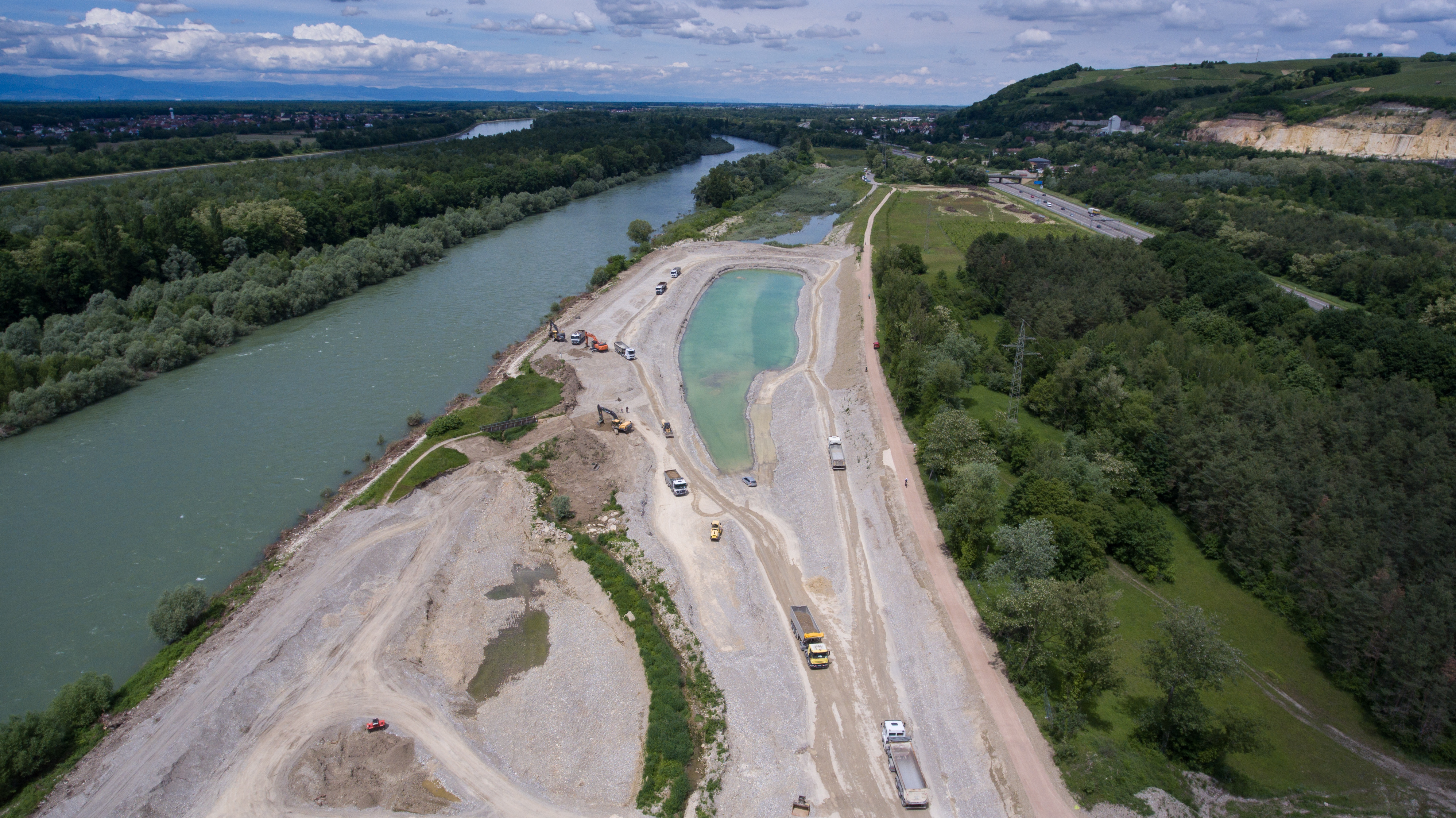
Luftaufnahme Auskiesung Rückhalteraum Weil-Breisach Abschnitt I, Teilfläche 3 am Altrhein, links am Bildrand hinter der Rheininsel (Île du Rhin) der Rheinseitenkanal, oben rechts die A 5 vor dem Isteiner Klotz

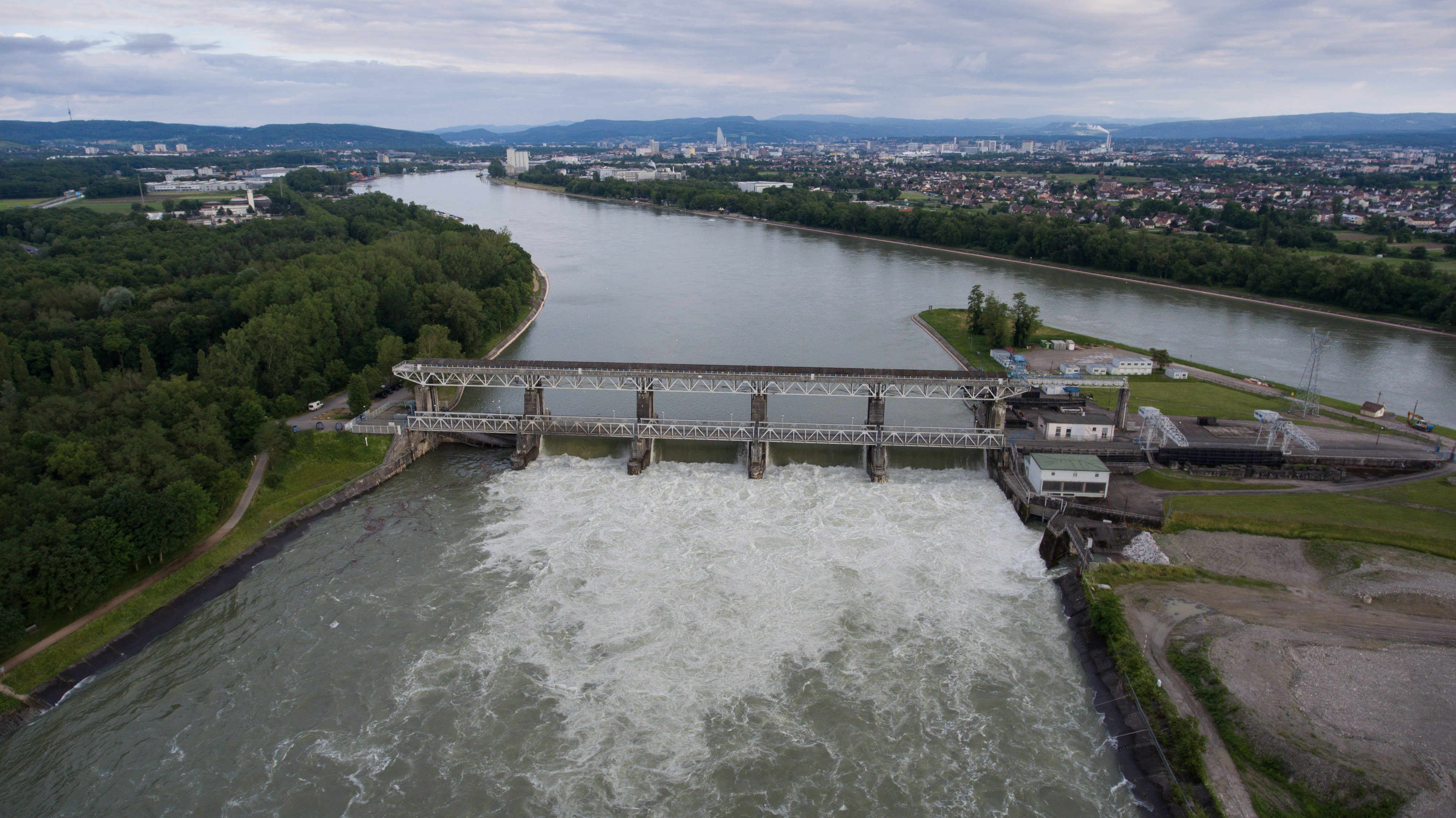
Abschlag des Rheinseitenkanals (rechts) vom südbadischen Altrhein am Stauwehr Märkt (von Norden), davor Südspitze der Île du Rhin,
im Hintergrund Basel (CH)

„Integriertes Rheinprogramm“ (IRP) bezeichnet ein bedeutendes und umfangreiches nationales Hochwasservorsorgeprojekt (1982 von Baden-Württemberg initiiert) entlang des südlichen und nördlichen Oberrheins, mit dem Hochwasserwellen des Rheins vor allem für Städte unterhalb der Staustufe Iffezheim wie z. B. Mannheim, Ludwigshafen usw. gemindert und ihren Scheiteln die Spitzen genommen werden sollen. Die Rückhaltung der Hochwasserwellen im Rhein soll dafür sorgen, dass das Hochwasser aus anderen Zuflüssen wie z. Bsp. Neckar und anderer Zuflüsse nicht gleichzeitig aufeinandertreffen.
Darüber hinaus ist mit dem IRP eine ökologische Aufwertung der betroffenen Flächen verbunden: Mit dem Bau von Poldern, Deichrückverlegungen und Rückhalteräumen (z. B. Tieferlegung von Dämmen) soll die früher herrschende Vegetation der Weichholz- und Hartholzauen wiederhergestellt werden (-> Flussaue).

## Bedeutung
Dem Oberrhein kommt eine Schlüsselrolle für die Hochwasservorsorge an Mittel- und Niederrhein zu: Durch den Ausbau des Rheins beispielsweise bis Iffezheim fließen Hochwässer aus den Alpen heute viel schneller in Richtung Mittelrhein ab, zwischen Basel und Worms z. B. in zwei statt wie früher in vier Tagen. Somit ist die Gefahr gestiegen, dass sich etwaige Hochwasserspitzen von Neckar, Main und Mosel mit denen des Oberrheins überlagern anstatt nacheinander abzulaufen.
Beim Ausbau des Oberrheins, der „Rheinbegradigung“ („Rektifikation“) ab 1817 durch Johann Gottfried Tulla, Max Honsell und durch den französischen Staat sind Überflutungsflächen im Umfang von etwa 123 km² verloren gegangen. Mit dem Integrierten Rheinprogramm versuchen die Anrainerstaaten bzw. -länder Frankreich, Bundesministerium für Verkehr und digitale Infrastruktur, Baden-Württemberg, Rheinland-Pfalz und Hessen, unterhalb von Iffezheim durch Einrichtung von Rückhalteräumen für über 1,4 Mrd. Euro bis etwa zum Jahr 2028 mindestens teilweise die vor dem Ausbau des Oberrheins (1955) vorhandenen Hochwasserretentionsflächen wiederherzustellen. Die Baukosten werden zwischen auf deutscher Seite zwischen dem Bundesministerium für Verkehr und digitale Infrastruktur und den Ländern Baden-Württemberg, Rheinland-Pfalz und Hessen aufgeteilt. Die laufenden Betriebskosten übernehmen die Betreiber der Bundesländer selbst.

## Ziele
Angestrebt wird die Begrenzung des Hochwasserscheitels eines im Mittel alle 200 Jahre auftretenden Hochwassers vor dem Rheinausbau (1955):
- für den Bereich von Iffezheim bis zur Neckarmündung auf einen Abfluss von 5000 m³/s am Pegel Maxau (heute: 5700 m³/s = HQ200),
- für den Bereich unterhalb der Neckarmündung auf einen Abfluss von 6000 m³/s am Pegel Worms (heute: 6700 m³/s =HQ200).

## Maßnahmen

### Geplant
- durch Frankreich: Sonderbetrieb der Rheinkraftwerke und Bau der beiden Polder Erstein und Moder
- durch Baden-Württemberg: Bau von 13 Poldern
- durch Rheinland-Pfalz: Bau von 8 Poldern und zwei Deichrückverlegungen

### Im Bau/Fertiggestellt
Stand November 2022:

#### Baden-Württemberg

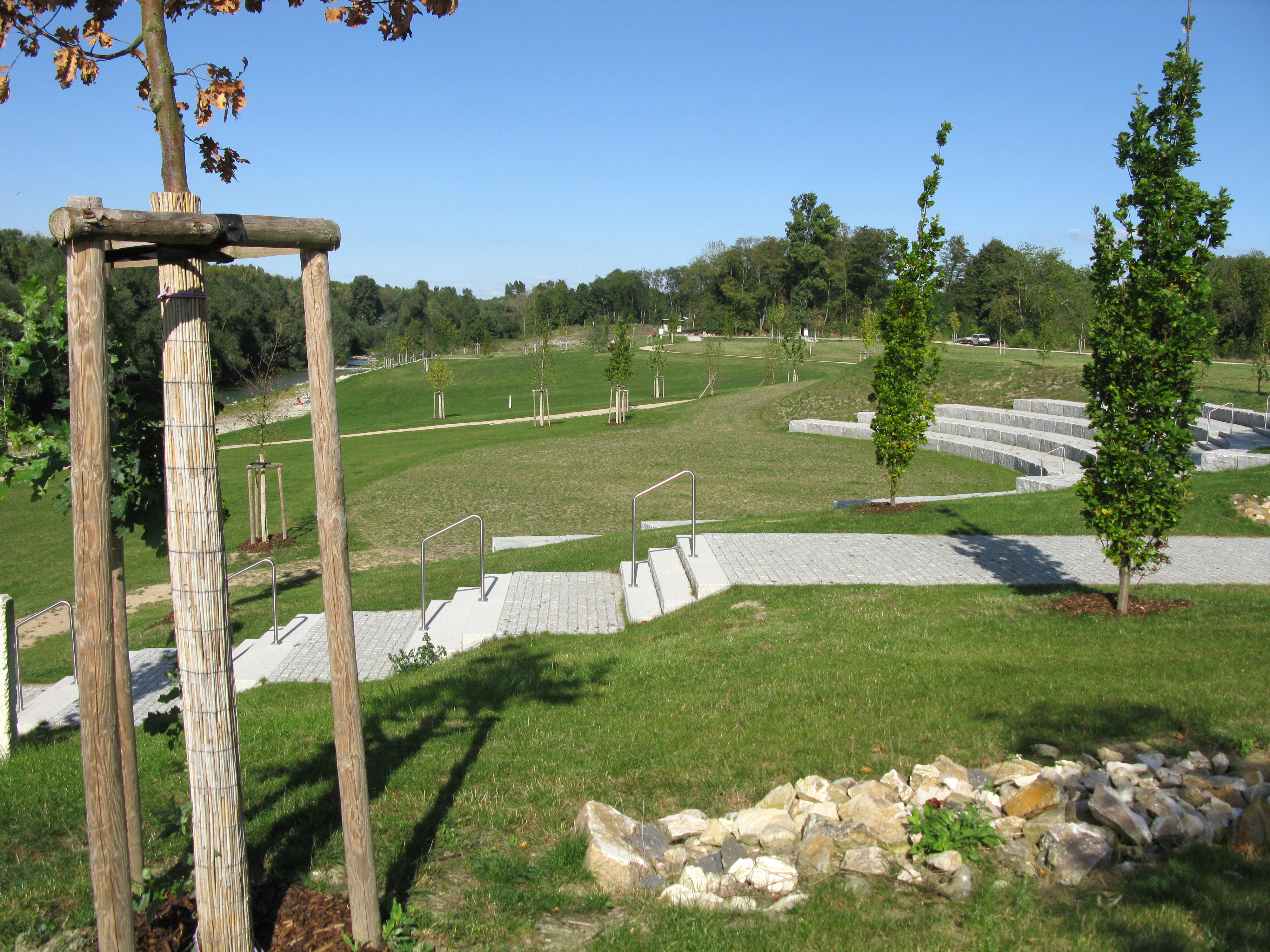
„Rheingärten“ der Stadt Neuenburg am Rhein, Projekt zur Landesgartenschau Baden-Württemberg 2022 Eine Stadt geht zum Rhein unter Zuhilfenahme des IRP

- Polder Weil am Rhein-Breisach – Abschnitte 1 und 3 im Bau bis voraussichtlich 2023, Abschnitt 4 in der Planungsphase (ab 2022) Rückhaltevolumen 25 Mio. m³
- Polder Kulturwehr Breisach – (fertig seit 2023, es fehlen aber noch Bauarbeiten auf franz. Seite) Rückhaltevolumen 9,3 Mio. m³; Einweihung 5. April 2023
- Polder Breisach-Burkheim – Planfeststellung erfolgt (Juni 2020) Rückhaltevolumen 3,15 Mio. m³
- Polder Wyhl-Weisweil – Planfeststellungsverfahren seit Mai 2022 Rückhaltevolumen 7,7 Mio. m³
- Polder Elzmündung – im Bau bis voraussichtlich 2023, am 19. Juni 2018 Einweihung des zentralen Einlaufbauwerkes Rückhaltevolumen 5,3 Mio. m³
- Polder Ichenheim-Meissenheim-Ottenheim – in Planung, Planfeststellung geplant 2023 Rückhaltevolumen 5,8 Mio. m³
- Polder Altenheim 1+2 mit Kulturwehr Kehl/Straßburg – (fertig seit 1988) Rückhaltevolumen 17,6 + 37 Mio. m³
- Polder Freistett-Rheinau-Kehl – in Planung, Planfeststellung geplant 2023 Rückhaltevolumen 9 Mio. m³
- Polder Söllingen/Greffern – (fertig seit 2005) Rückhaltevolumen 12,77 Mio. m³
- Polder Bellenkopf/Rappenwört – Planfeststellung erfolgt (Feb.–Juni 2018) Rückhaltevolumen 14 Mio. m³
- Polder Elisabethenwört – Planfeststellung voraussichtlich 2023 Rückhaltevolumen 11,9 Mio. m³
- Polder Rheinschanzinsel – (fertig seit 2015) Rückhaltevolumen 6,2 Mio. m³

Gesamtmenge der Rückhaltemaßnahmen ca. 126 Mio. m³

#### Frankreich
- Sonderbetrieb der Rheinkraftwerke (auf franz. Seite Ottmarsheim bis Gambsheim und Iffezheim auf deutscher Seite) (fertiggestellt 2006) Rückhaltevolumen 45 Mio. m³
- Polder Erstein, Frankreich (fertiggestellt 2006)  Rückhaltevermögen 7,8 Mio. m³
- Polder Moder, Frankreich (fertiggestellt 1998)  Rückhaltevermögen 5,6 Mio. m³

Mit „Sonderbetrieb“ ist gemeint, dass die Rheinkraftwerke bei einem Abfluss von mehr als 4000 m³/s (Bezug Pegel Basel-Rheinhalle über 3300 m³/s und Pegel Maxau über 4200 m³/s) abgeschaltet werden, sodass das Wasser nicht mehr durch das künstliche Gewässerbett des Rheinseitenkanals und der Schleusen- und Flusskraftwerkskanäle zwischen Breisach und Straßburg, sondern über die Wehre in den sogenannten Altrhein geschickt wird. Nach Stilllegung des Kernkraftwerkes Fessenheim im Jahr 2020 ist eine Mindestwassermenge von 200 m³/s zur Kühlung im Rheinseitenkanal nicht mehr notwendig. Zwischen dem Hauptwehr Kembs und dem Kulturwehr Breisach, sowie in den Altrheinstrecken zwischen Marckolsheim bis Gerstheim, liegt eine Abflussbeschränkung auf max. 4500 m³/s vor, damit bei einem größeren Hochwasser die mittlerweile vom Land Baden-Württemberg ertüchtigten Hochwasserschutzdämme („Tulla-Dämme“) nicht überflutet werden.
Gesamtmenge der Rückhalteräume 45 Mio. m³.

#### Rheinland-Pfalz
- Polder Daxlander Au (fertiggestellt 1995 ) Rückhaltevolumen 5,1 Mio. m³
- Polder Wörth/Jockgrim (fertiggestellt 2013) Rückhaltevolumen 12 Mio. m³
- Polder Mechtersheim (fertiggestellt 2013) Rückhaltevolumen 3,6 Mio. m³
- Polder Flotzgrün (fertiggestellt 2002) Rückhaltevolumen 6,1 Mio. m³
- Polder Kollerinsel (fertiggestellt 2005) Rückhaltevolumen 6,1 Mio. m³
- Deichrückverlegung Petersau-Bannen (geplant) Rückhaltevolumen 1,4 Mio. m³
- Deichrückverlegung Worms-Mittlerer Busch (fertiggestellt 2007) Rückhaltevolumen 3,5 Mio. m³
- Polder Bodenheim/Laubenheim (fertiggestellt 2009) Rückhaltevolumen 6,7 Mio. m³
- Polder Ingelheim (fertiggestellt 2006) Rückhaltevolumen 4,5 Mio. m³
- Polder Waldsee / Altrip / Neuhofen (Pfalz) (beklagt) Rückhaltevolumen 9 Mio. m³

Gesamtvolumen der Rückhaltemaßnahmen in Rheinland-Pfalz ca. 44 Mio. m³

## Ökologische Flutungen

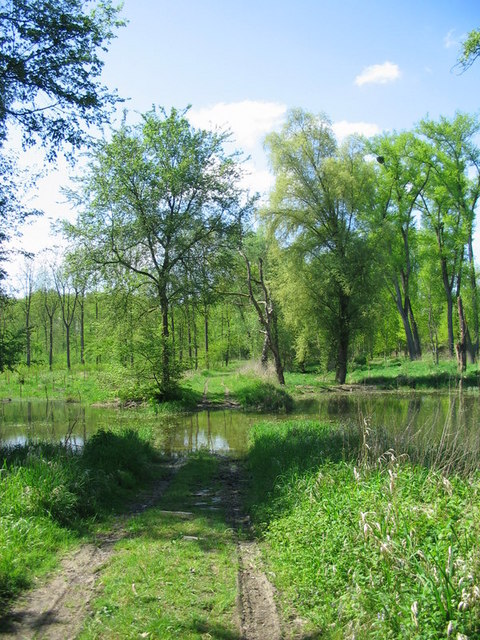
Rheinaue bei Eggenstein-Leopoldshafen:
Die Schlute Sandwiesenschlag durchströmt eine Furt

Das Bundesverwaltungsgericht urteilte 2014 in einem Prozess um die Genehmigung des Polders Elzmündung, dass „ökologische Flutungen“ entscheidend seien für ein dauerhaftes Funktionieren und die baurechtliche Zulassung der Polder: sie sollen die Schäden durch eine Retentionsflutung z. B. im Falle eines HQ200-Ereignisses minimieren und die Resilienz der betroffenen Biotope stärken. Die von Umweltschutzverbänden wie BUND, NABU usw. geforderten regelmäßigen flächigen ökologischen Flutungen im Rahmen geringer ausfallender Hochwässer lehnen allerdings einige betroffene Kommunen aufgrund der damit verbundenen größeren Flächeninanspruchnahme ab, sie bevorzugten eine „Schlutenlösung“, die lineare Abführung geringerer Hochwässer über Gewässerrinnen.

## Kritik
Das Projekt ist teilweise umstritten, es findet Gegner bei Fischern, örtlichen Anliegern und Bürgerinitiativen. Das Verwaltungsgericht Freiburg z. B. urteilte 2010 auf die Notwendigkeit von Änderungen am Polder Schwanau, im Oktober 2016 wurde in Freiburg über eine weitere entsprechende Klage verhandelt, sie wurde aber abgewiesen; im Bereich Hartheim, Breisach/Burkheim und Wyhl-Weisweil machen sich politische und wissenschaftliche Vertreter für eine ökologische Schlutenlösung plus stark.

## Monitoring
Zum Nachweis der Wirksamkeit der geplanten Hochwasservorsorgemaßnahmen und bereits fertiggestellten Poldermaßnahmen und Deichrückverlegungen werden von der Landesanstalt für Umwelt Baden-Württemberg mit Hilfe des mathematischen „synoptischen Hochwasserablaufmodells“ Prognoserechnungen durchgeführt. Die Auswertung der Berechnungen von 15 Referenzhochwässer (1876 bis 2018) und die Bewertung der Berechnungsergebnisse erfolgen auf der Grundlage der Vorgaben und Methoden der internationalen Hochwasserstudienkommission für den Rhein in internationalen Arbeitsgruppen und Unterarbeitsgruppen (AG Manöver, UAG Wirksamkeit und UAG Statistik) der Ständigen Kommission.
Durch die Realisierung der vorgesehenen Hochwasserrückhaltemaßnahmen am Oberrhein kann das Eintreten eines 200-jährlichen Hochwassers zwischen Iffezheim und Bingen einen gesamtwirtschaftlichen Schaden von geschätzten mindestens 6,2 Milliarden Euro verhindern.

### Presse
- badische-zeitung.de,
  - 28. Januar 2009, Bernd Michaelis: Frühestens 2011 ist Neuenburg dran
  - 2. Mai 2013, Wulf Rüskamp: Zwischen Mondlandschaft und Aue
  - 4. Juli 2014, Agnes Pohrt: Regionalverbände informieren sich in Breisach über das Integrierte Rheinprogramm
  - 17. Januar 2017, Martin Wendel: Im Bereich Breisach/Burkheim können Bürger beim Integrierten Rheinprogramm mitreden
  - 21. Juli 2017, Reiner Beschorner: Polderbau soll 2020 fertig sein
  - 12. September 2017,  Erika Sieberts: Frau Minister auf Polder-Visite
  - 7. Oktober 2017, Jonas Hirt: Angst vor Kieswüste und Flutung im Naturraum Rheinebene